# Rhinella tenrec
Espèce
Synonymes
- Rhamphophryne tenrec Lynch & Renjifo, 1990

Statut de conservation UICN

 EN  : En danger
Rhinella tenrec est une espèce d'amphibiens de la famille des Bufonidae.

## Répartition
Cette espèce est endémique du département d'Antioquia en Colombie. Elle se rencontre à Dabeiba vers 805 m d'altitude sur le versant Ouest de la cordillère Occidentale.

## Description
Les mâles mesurent de 35,7 à 40,2 mm et les femelles de 54,7 à 60,8 mm.

## Publication originale
- Lynch & Renjifo, 1990 : Two New Toads (Bufonidae: Rhamphophryne) from the Northern Andes of Colombia. Journal of Herpetology, vol. 24, no 4, p. 364-371.